# 哇洛凡
哇洛凡（英语：Valofane）是一种镇静药物，结构上与巴比妥类药物和扑米酮等类似药物相关。它在体内代谢后形成巴比妥酸盐丙羟比妥，因此它是一种前体药物。